# Rodrigues Neto
José Rodrigues Neto, detto Rodrigues Neto (Galiléia, 6 dicembre 1949 – Bonsucesso, 29 aprile 2019), è stato un allenatore di calcio e calciatore brasiliano, di ruolo difensore.

## Caratteristiche tecniche

### Giocatore
Giocava come difensore laterale; ha giocato più di cento partite nel Campeonato Brasileiro Série A, la maggior parte delle quali con il Flamengo. Iniziò come centrocampista e successivamente ala sinistra, ma fu Mário Zagallo a spostarlo nella posizione di terzino sinistro, sfruttando la sua propensione alla copertura. È considerato un precursore dei moderni difensori laterali grazie alla doppia funzione difensiva-offensiva che ricopriva.

## Carriera

### Giocatore
Rodrigues Neto iniziò la sua carriera al Vitória di Espírito Santo, e venne poi acquistato dal Flamengo, dove visse i migliori anni della sua carriera. In 7 anni nel Flamengo Neto giocò un totale di 438 partite (211 vittorie 122 pareggi e 102 sconfitte) con 30 gol all'attivo. Trasferitosi al Fluminense, fece parte della Máquina, la squadra che includeva Rivelino, Edinho, Dirceu, Zé Mário, Doval, Gil e Manfrini che vinse il Campionato Carioca 1976. Giocò poi per Ferro Carril Oeste e Boca Juniors in Argentina, South China e Eastern AA ad Hong Kong. Nel 1990, tornò in Brasile, per un'unica partita con il Flamengo.
Ha giocato undici partite per il Brasile, venendo incluso tra i convocati per il campionato del mondo 1978.

### Allenatore
Dopo aver terminato la carriera, Neto ha brevemente allenato il São Bento e il Moto Club, oltre alle giovanili del Fluminense.

## Palmarès

### Giocatore

#### Club
- Campionato Carioca: 5

Flamengo: 1967, 1972, 1974
Fluminense: 1975, 1976
- Taça Guanabara: 1

Flamengo: 1970
- Campionato Gaúcho: 2

Internacional: 1981, 1982

#### Nazionale
- Coppa d'Indipendenza Brasiliana: 1

1972